# Girolamo Bagnasco
Girolamo Bagnasco (* 1759 in Palermo; † 1832 ebenda) war ein italienischer Bildhauer des Spätbarock und Klassizismus auf Sizilien.
Bagnasco war Gründer einer Bildhauerfamilie in Palermo. Er arbeitete in mehreren Kirchen Palermos, so  in der Santa Maria Nuova, wo er eine „Schmerzensmutter“ schuf.
Anfänglich stark dem Barock verhaftet, wechselte er später in den Stil des Klassizismus.
Sein Sohn Nicolò Bagnasco (1792–1827) arbeitete am Figurenschmuck der Porta Felice.
Ein weiteres bekanntes Mitglied der Familie ist Rosario Bagnasco (* 1845).

## Werke (Auswahl)
- Palermo, Prozessionsmadonna „Madonna della Mercede“ (1813)
- Sant’Agostino (Palermo): Skulptur „San Francesco di Paolo“
- San Domenico (Palermo): “Die Madonna übergibt dem Heiligen Dominikus den Rosenkranz”
- Chiesa San Nicolo-SS. Salvatore (Militello): Christus der Erlöser (1818)
- Chiesa Santa Maria della Gracia (Terrasini): Holzskulpturen
- Chiesa di Sant’Antonio (Mussomeli) San Francesco di Padova
- Chiesa di Santa Maria (Mussomeli) Josef
- Chiesa Madre (Cinisi): die Heiligen Anna und Benedikt
- Chiesa Madonna del Carmini (Montelepre): Madonna mit Jesusknaben
- Scordia: Statue des San Rocco auf dem Marktplatz (1813)